# Leucania insecuta
Leucania insecuta är en fjärilsart som beskrevs av Walker 1865. Leucania insecuta ingår i släktet Leucania och familjen nattflyn. Inga underarter finns listade i Catalogue of Life.